# Borg Al Arab Sports Hall
Borg Al Arab Sports Hall – hala widowiskowo-sportowa w Burdż al-Arab al-Dżadida, w Egipcie. Może pomieścić 5000 widzów. Położona jest w pobliżu stadionu Borg El Arab. Hala została wybudowana w związku z organizacją w Egipcie mistrzostw świata w piłce ręcznej w 2021 roku. Budowę ukończono pod koniec 2020 roku. Podczas mistrzostw świata w hali rozegrano część spotkań I fazy grupowej turnieju (wszystkie mecze w grupach C i H, łącznie 12 spotkań).